# بانک مرکزی جمهوری گینه

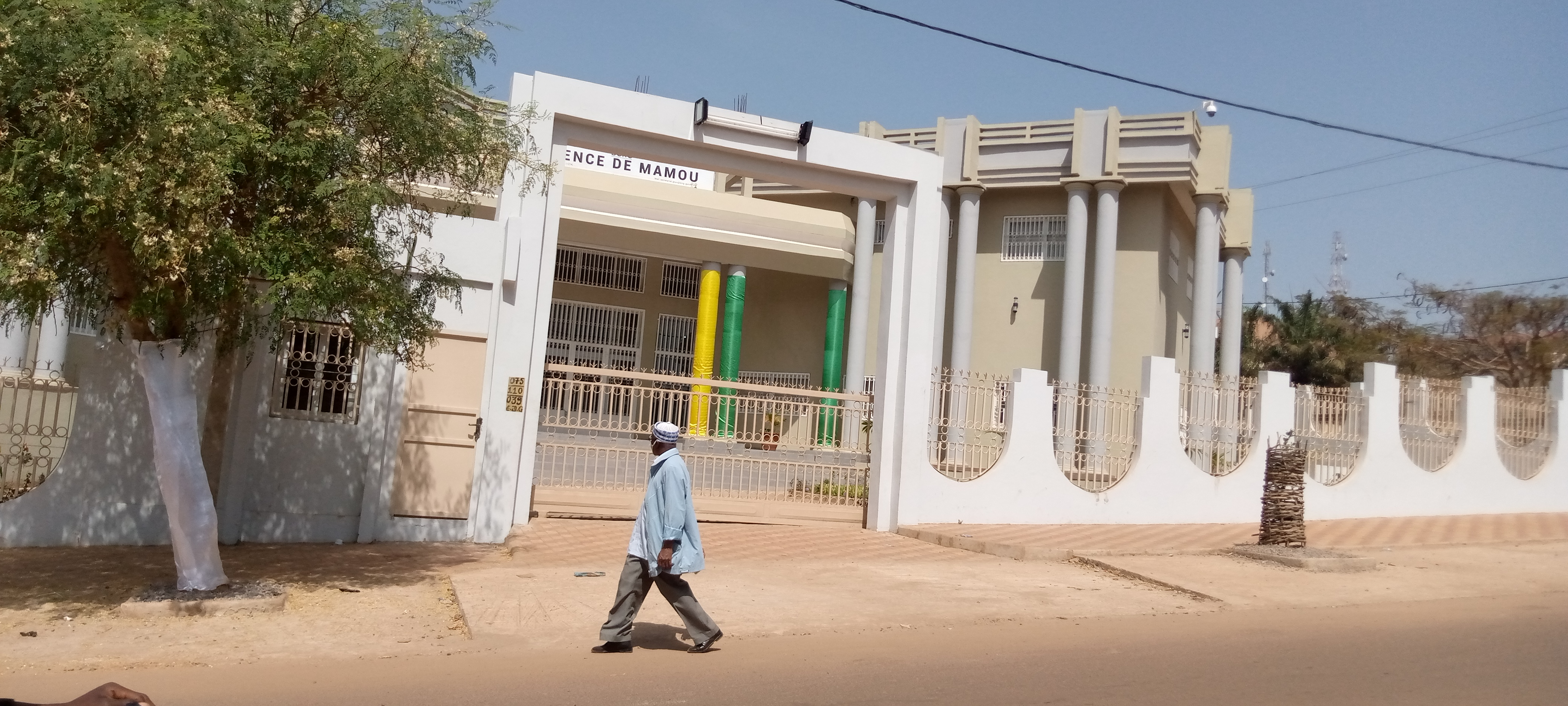
بانک مرکزی جمهوری گینه

بانک مرکزی جمهوری گینه (به فرانسوی: Banque Centrale de la République de Guinée) بانک مرکزی کشور گینه است که در کوناکری پایتخت آن قرار دارد.

## تاریخچه
بانک مرکزی جمهوری گینه در تاریخ ۱ مارس ۱۹۶۰ تاسیس گشت. عثمان بالد ریاست این بانک را در دهه ۱۹۶۰ تا پیش از اعدامش در سال ۱۹۷۱ بر عهده داشت. احمد سکوتوره در سال ۱۹۷۲ ریاست بانک را به عهده گرفت و آن را به طور رسمی به ریاست جمهوری ملحق نمود.

## فعالیت‌ها
این بانک در ارتقاء سیاست ورود به سیستم مالی فعال است و عضو برجسته اتحاد برای شمول مالی است. همچنین یکی از ۱۷ مؤسس اصلی نظارتی است که تعهدات ملی مشخصی را برای درج مالی در چارچوب اعلامیه مایا در جریان مجمع جهانی سیاست ۲۰۱۱ که در مکزیک برگزار شده‌است، انجام می‌دهد.